# Ernesto Mandara
Ernesto Mandara (* 24. července 1952 Positano) je italský římskokatolický duchovní a biskup Sabiny-Poggio Mirteto.

## Život
Narodil se 24. července 1952 v Positanu.
Vstoupil do menšího semináře Územní prelatury Pompeje, následně do Papežského římského menšího semináře a Papežského římského většího semináře. Teologické a filosofické vzdělání získal na Papežské lateránské univerzitě a Papežské univerzitě Gregoriana. Dne 22. dubna 1978 byl arcibiskupem Alfredem Vozzim vysvěcen na kněze a inkardinován do arcidiecéze Amalfi-Cava de' Tirreni. Od následujícího roku byl asistentem Papežského římského většího semináře a od roku 1983 jeho vice-rektorem. Dne 1. února 1990 byl inkardinován do diecéze Řím, kde se také stal farářem farnosti Santa Maria delle Grazie al Trionfale.
Roku 2002 byl jmenován vedoucím diecézního úřadu pro stavebnictví a sekretářem Opera Romana pro zachování víry a budování nových kostelů v římské diecézi. Dne 2. dubna 2004 jej papež Jan Pavel II. jmenoval pomocným biskupem diecéze Řím a titulárním biskupem z Turris v Mauretanii. Biskupské svěcení přijal 5. června 2004 z rukou kardinála Camilla Ruini a spolusvětiteli byli arcibiskup Luigi Moretti a arcibiskup Giuseppe Mani.
Dne 10. června 2011 byl ustanoven biskupem suburbikální diecéze Sabina-Poggio Mirteto.